# Mosze Lejb Lilienblum
Mosze Lejb Lilienblum, hebr. משה לייב ליליינבלום (ur. 22 października 1843 w Kiejdanach, zm. 12 lutego 1910 w Odessie) – pisarz, dziennikarz i nauczyciel żydowskiego pochodzenia, członek ruchu syjonistycznego, lider organizacji Chowewej Syjon w Imperium Rosyjskim.

## Życiorys

### Dzieciństwo i młodość
Lilienblum urodził się w 1843 roku w miejscowości Kiejdany w Imperium Rosyjskim (obecnie terytorium Litwy). Jego rodzice byli religijnymi Żydami. Młody Mosze otrzymał tradycyjne religijne żydowskie wykształcenie. Od ojca nauczył się obliczania ruchu gwiazd w stosunku do kalendarza żydowskiego. Z woli ojca ożenił się w wieku 13. lat. Po ślubie przeprowadził się do Wiłkomierza, a następnie do Wilna. Poza tradycyjnymi studiami Talmudu, studiował także średniowieczną żydowską filozofię i współczesną literaturę hebrajską.

### Działalność publiczna
W 1865 roku Lilienblum założył w Wilnie jesziwę, jednak gwałtowne zmiany zachodzące w społeczności żydowskiej wpływały na jego postawę wobec judaizmu. Początkowo czytał w hebrajskich gazetach Ha-Magid i Ha-Karmel artykuły przywódców ruchu intelektualnego Haskali, głównie Abrahama Mapu. Wytworzyły one w nim głębokie odczucie niezadowolenia z tradycyjnych talmudycznych studiów oraz wstręt do niewiedzy i otaczających go przesądów. Postanowił zatem walczyć z tymi błędami. W 1868 roku opublikował w hebrajskiej gazecie Ha-Melitz artykuł zatytułowany Sposoby z Talmudu (hebr. Orḥot ha-Talmud), w którym skrytykował zabobonne wierzenia i praktyki religijne Żydów, domagając się przeprowadzenia reformy judaizmu aby ustalić „ściślejszy związek między religią i życiem”. W tym i innych podobnych artykułach ostro występował przeciwko rabinom w Rosji, podburzając członków gmin żydowskich. Ta zmiana światopoglądu Lilienbluma wywołała prześladowania ze strony bezkompromisowych konserwatywnych ortodoksyjnych władz religijnych w Wiłkomierzu. Z tego powodu jego dalszy pobyt w tym miejscu stał się niemożliwy. W 1869 roku przyjechał do Odessy, gdzie zamierzał podjąć studia na uniwersytecie, został jednak zmuszony do rezygnacji z tego pomysłu. W mieście doznał alienacji, izolacji i ekonomicznego odrzucenia. Zostawił wówczas żonę, której nie kochał (mieli trójkę dzieci). W kolejnych latach wspierał rodzinę skromnymi datkami pochodzącymi z korepetycji i pracy w różnych żydowskich spółkach. W tym okresie Lilienblum był spostrzegany jako udręczony bohater, a cały epizod w Wiłkomierzu przekształcił się w wydarzenie medialne. W 1869 roku opublikował on swój kolejny artykuł Dodatki do Sposobów z Talmudu (hebr. Nosafot le-orḥot ha-Talmud). Przedstawił w nim propozycję umiarkowanych reform judaizmu, w celu dostosowania go do zmieniających się warunków współczesnego życia. Lilienblum wykorzystał, jako pretekst do zaproponowania reform, panującą wówczas klęskę głodu na Litwie. Z tego powodu wezwał do przynajmniej tymczasowego zawieszenia niektórych przepisów halachicznych, m.in. zakazu spożywania nasion roślin strączkowych podczas święta Pesach. Lilienblum podkreślał, że reformy te są zgodne z duchem Talmudu i zasadą jego historycznego rozwoju. Twierdził, że tak jak w przeszłości rabini musieli poszukiwać religijnych rozwiązań dostosowanych do zmieniających się czasów, tak i obecnie współczesne czasy wymuszały przeprowadzenie reform. Rabini odrzucili jego propozycje, a spór na ten temat toczył się przez półtora roku na łamach hebrajskiej prasy. Stanowił on ważny punkt w kształtowaniu się światopoglądu ortodoksyjnych Żydów z Europy Wschodniej.
Wraz z upływem kolejnych lat Lilienblum popadł w rozpacz z powodu utraty nadziei na znalezienie kompromisu między tradycyjnym halachicznym sposobem życia żydowskiego a nowoczesnym stylem życia. Pod wpływem filozofii ruchu Haskali stopniowo tracił wiarę w Torę. Zaczął coraz częściej czytać radykalną literaturę rosyjską. Powziął wówczas decyzję o korzystaniu z krytyki literackiej jako narzędzia do przekazywania społecznych wiadomości. Rozpoczął pracę w gazecie jidysz Kol Mewaser, w której opublikował serię artykułów zatytułowanych Żydowskie pytania życia (jidysz Jidisze lebensfragn). Przeprowadził w nich analizę i ostrą krytykę gospodarczych, społecznych oraz moralnych warunków życia społeczności żydowskiej w Rosji. Tym samym został pionierem nowoczesnej publicystyki politycznej w języku jidysz. Skrytykował odseparowanie żydowskiej literatury od kwestii codziennego współczesnego życia: „Wszystkie istoty ludzkie żyją na ziemi, ale Żydzi mieszkają w niebie. Nawet nowoczesnej żydowskiej literaturze nie udało się zejść na ziemię, a większość z niej unosi się w powietrzu”. W 1873 roku Lilienblum opublikował swoją autobiografię – Grzechy młodości (Ḥat'ot ne'urim). Praca ta odzwierciedlała duchowe i społeczne problemy ówczesnych czasów; wywarła duży wpływ na czytelników. W 1878 roku Lilienblum rozpoczął publikowanie swoich esejów w radykalnych hebrajskich dziennikach Asefat ḥakhamim i Ha-Me'asef. W tych kolejnych publikacjach sparodiował tradycję żydowską. W przewrotnej formie stosował teksty talmudyczne i wersety biblijne, przekazując czytelnikom silne ateistyczne przesłanie. Innowacją w tej pracy była sekularyzacja sakralnego języka hebrajskiego i zastosowanie go do przekazywania informacji oraz treści ideologii materialistycznej.

### Działalność syjonistyczna
Antyżydowskie zamieszki z lat 1880–1881 rozbudziły u Lilienbluma świadomość niebezpiecznego położenia Żydów żyjących w diasporze. Doświadczył wówczas wewnętrznej przemiany, która została udokumentowana w publikacjach wyrażających jego rozczarowanie ruchem Haskali. Pod wpływem pogromów silnie zidentyfikował się z narodem żydowskim i jego losem. Doznał przy tym silnego rozczarowania obojętnością rosyjskiej administracji. W 1881 roku przyłączył się do organizacji Chowewej Syjon i w lokalnej hebrajskiej gazecie opublikował artykuł, w którym wskazał na osadnictwo żydowskie w Palestynie jako jedyny sposób rozwiązania kwestii żydowskiej. Artykuł nie pozostał bez odzewu, gdyż wielu przyjęło go jako praktyczną wskazówkę, decydując się na jej realizację w praktyce. W miesiąc po pogromach w Odessie, opublikował serię artykułów w języku hebrajskim i rosyjskim. Wskazał w nich, że antysemityzm nie może być usunięty z krajów, w których mieszkają Żydzi. Jak wykazywał Lilienblum, sukces gospodarczy nie może kupić Żydom praw politycznych lub przyśpieszyć integrację społeczną. Wręcz przeciwnie – sukces i poprawa sytuacji Żydów wywołuje wzrost nastrojów antysemickich. Według Lilienbluma, jedynym sposobem na poprawę sytuacji Żydów jest ich zabranie w miejsce, gdzie będą stanowić większość. Myśli te zebrał w opublikowanym w 1884 roku artykule Odrodzenie narodu żydowskiego w ziemi naszych ojców (admat al 'Al teḥiyat Yisra'el' erets-avotenu).
W 1884 roku Lilienblum, jako sekretarz Leona Pinskera, wziął udział w Konferencji w Katowicach. Energicznie przedstawiał sytuację wschodnioeuropejskich Żydów, omawiając pierwsze plany kolonizacji żydowskiej w Palestynie. Później współtworzył „Komitet Odessy”. Od 1890 roku był sekretarzem rosyjskiego „Stowarzyszenia dla wspierania żydowskich rolników i rzemieślników w Syrii i Ziemi Izraela”.
Zmarł 12 lutego 1910 roku w Odessie.

## Znaczenie
Lilienblum położył kamień węgielny pod nowoczesny ruch syjonistyczny. Izraelski moszaw Kfar Malal został nazwany na jego cześć.